# Профсоюзное движение во Франции
Профсоюзное движение во Франции — составная часть французского рабочего движения.

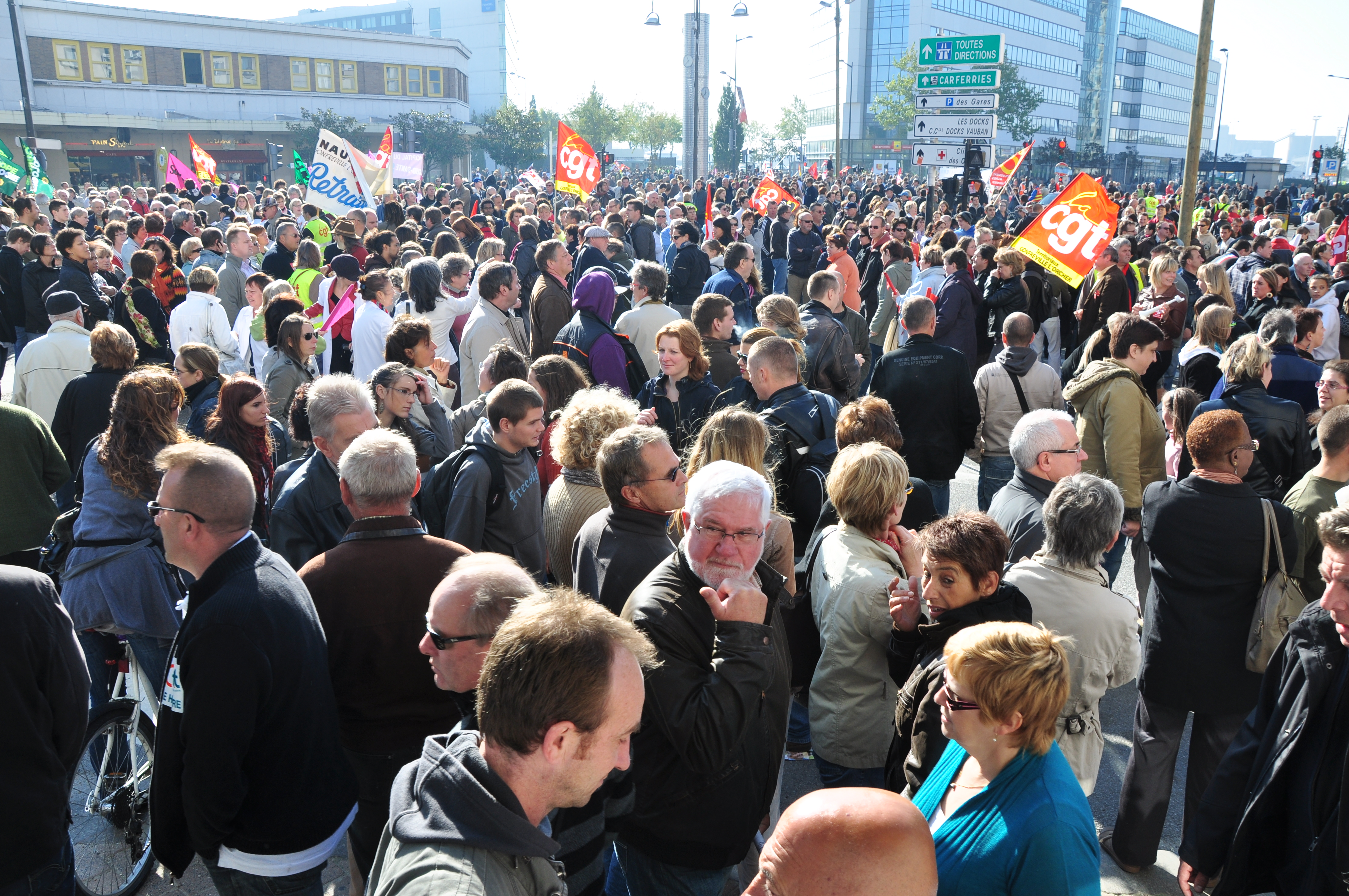
Демонстрация профсоюзов против пенсионной реформы в Гавре 12 октября 2010 г.

## История

### Раннее рабочее движение и период запрета профсоюзов
Рабочее и стачечное движение во Франции начало формироваться еще во времена Великой французской революции. Для противодействия развитию профсоюзного движения, в 1791 году Учредительным собранием был принят закон Ле Шапелье, запрещающий проведение забастовок и создание рабочих коалиций. Закон непрерывно действовал вплоть до 1864 года. Несмотря на действие законопроекта, французские рабочие продолжали организовываться и вести стачечную борьбу. Так, одним из наиболее значимых рабочих восстаний периода Июльской монархии является забастовка ткачей в Лионе в 1831 году.
Февральская революция 1848 года также показала высокий уровень самоорганизации французского рабочего класса. В ходе революционных событий, Временным правительством, под давлением вооруженных рабочих, были приняты декреты, провозглашавшие право на труд и создававшие национальные мастерские (выполнявшие функцию центров занятости). Также, была отменена статья уголовного кодекса, запрещавшая создавать рабочие коалиции. Парижские рабочие участвовали в деятельности правительственной Люксембургской комиссии. В итоге, по инициативе комиссии, Временным правительством был издан декрет о сокращении рабочего дня в Париже с 11 до 10 часов, в провинции — с 12 до 11 часов, был создан ряд рабочих ассоциаций — портных, седельщиков, прядильщиков. Благодаря деятельности Люксембургской комиссии был дан толчок общему процессу объединения рабочих по профессиональному признаку. Так, в марте-апреле 1848 года состоялись учредительные собрания профессиональных объединений граверов, портных, печатников, слесарей, строителей, производителей музыкальных инструментов. Также, было создано межпрофессиональное Всеобщее филантропическое и политическое общество слесарей и механиков, которое состояло из различных профсоюзных секций: литейщиков, машинистов и прочих. Однако, подъём профсоюзного движения был прерван реакцией Временного правительства, которое приняло решение о закрытии национальных мастерских и перевода занятых в мастерских рабочих в армию или на земельные работы в провинцию. В ответ, парижские рабочие подняли восстание, которое было подавлено войсками.
В 1864 году был принят закон Оливье, который легализовал право на забастовку, но по-прежнему запрещал объединятся в профсоюзы.
Важной вехой в развитии профсоюзного движения Франции является становление Парижской коммуны, активную роль в которой играли рабочие ассоциации и кооперативы. При содействии деятелей коммуны Лео Франкеля и Эжена Варлена, в Парижской коммуне была проведена реорганизация рабочих коалиций, в результате которой было образовано 34 профсоюзные палаты, 43 производственных объединения и 7 продовольственных кооперативов. Первые четыре года после падения коммуны, организаторы профсоюзов подвергались репрессиям и гонениям, государственные органы препятствовали созданию рабочих ассоциаций. Так, в 1871 году уголовному преследованию были подвергнуты организаторы Братского союза механиков и шоферов, а в 1872 году полицией был распущен Кружок союза рабочих Парижа.

### Создание национальных профобъединений
В 1884 году был принят закон Вальдека-Руссо, который легализовал профсоюзы и окончательно отменил закон Ле Шапелье.
После легализации деятельности профсоюзов, инициативу по созданию организаций рабочих взяли на себя политические организации. В 1886 году в Лионе, при содействии Французской рабочей партии, была создана Национальная федерация профсоюзов. В 1895 году в Лиможе была создана анархо-синдикалистская Всеобщая конфедерация труда (ВКТ), которая будет являться крупнейшей конфедерацией профсоюзов на протяжении десятилетий. Помимо традиционных профсоюзных организаций, во Франции действовала Федерация бирж труда, созданная в 1892 году как организация, содействующая в поисках работы. В 1902 году произошло объединение ВКТ и Федерации бирж труда.
С началом Первой мировой войны, руководство профсоюзов разделилось во взглядах. Представители ВКТ Альфонс Мергейм и Пьер Монатт заняли антивоенную позицию и принимали участие в Циммервальдской конференции, а генеральный секретарь ВКТ Леон Жуо выступил с идеей «священного единения» и сотрудничества с буржуазией во время войны.
После войны, из ВКТ был исключен ряд радикальных профсоюзов, которые в 1922 году организовали Унитарную всеобщую конфедерацию труда (УВКТ). УВКТ тесно сотрудничала с Французской коммунистической партией (ФКП). В 1936 году УВКТ вновь вошла в состав ВКТ. Объединению способствовало создание Народного фронта (действия которого ВКТ поддержала). После победы Народного фронта на выборах, между ВКТ и предпринимателями были заключены Матиньонские соглашения, предусматривающее значительное повышение заработной платы, закрепление профсоюзных прав. Также были приняты законы об оплачиваемом отпуске, 40-часовой рабочей неделе и обязательных коллективных договорах.
После начала Второй мировой войны и последующей немецкой оккупации Франции, режимом Виши был принят ряд антипрофсоюзных мер. 9 ноября 1940 года были запрещены крупнейшие национальные профсоюзные центры, такие как ВКТ, Французская конфедерация христианских трудящихся, Конфедерация французских профсоюзов. Несмотря на запрет деятельности, ВКТ и ФКХТ действовали подпольно в рядах Движения Сопротивления, а в августе 1944 года совместно организовали забастовку в Париже. С другой стороны, некоторые видные профсоюзные деятели, как Жюль Тёляд, встали на коллаборационистские позиции.
После войны во Франции начали образовываться новые конфедерации профсоюзов, в основе своей на базе старых организаций. Так, из-за недовольства действиями ВКТ в ходе всеобщей стачки 1947 года, была образована конфедерация профсоюзов Форс увриер. В 1959 году создана корпоративистская и антикоммунистическая Французская конфедерация труда, входившая в инфраструктуру правых голлистских организаций. В 1964 году левохристианским большинством членов ФКХТ была создана Французская демократическая конфедерация труда, которая, в отличие от ФКХТ, являлась не конфессиональной ассоциацией профсоюзов.

### Забастовки мая 1968 года и современное развитие профсоюзов
Профсоюзы активно участвовали в майских событиях 1968 года. Были организованы забастовки на заводе Sud Aviation в Нанте, заводах Renault в Клеоне, Флене, Бийанкуре. В общей сложности бастовали до 10 миллионов человек. При участии ВКТ, 27 мая был заключен Гренельский протокол, предусматривающий повышение зарплат, пенсий, оплату дней забастовки. Заключенный договор не удовлетворил французский рабочий класс, в результате чего ВКТ продолжило организовывать забастовки. Прочие профсоюзы, такие как ФДКТ, Форс увриер и Национальный союз студентов Франции, также поддерживали требования протестующих, однако ориентировались на другие левые силы и настороженно относились к ФКП, контролирующей ВКТ. ФКТ жёстко противостояла движениям «Красного мая», выступала против забастовок под лозунгами «свободы труда».
После событий мая 1968 года, профсоюзы все больше стали участвовать в политический жизни республики, например, поддерживая на выборах преимущественно левых и левоцентристских кандидатов и выступая против правых политиков. Межпрофсоюзные конфликты, особенно между ВКТ и ФКТ, доходили до вооружённых столкновений. 
Ряд автономных профсоюзов, отказавшихся выбирать между ВКТ и Форс увриер, в 1981 году объединились в «Группу десяти», в 1998 году трансформированную в профобъединение Solidaires (также известное под аббревиатурой SUD: Solidaires Unitaires Démocratiques — «Солидарные, унитарные, демократические») — небольшое, но занимающее наиболее леворадикальные позиции (наряду с меньшими анархо-синдикалистскими профсоюзами) и потому активное в стачечной борьбе. Влиянием в нём пользуются, в частности, активисты из троцкистской традиции (Революционная коммунистическая лига / Новая антикапиталистическая партия).
Помимо политической борьбы, французские профсоюзы продолжили экономическую борьбу, участвуя в крупных забастовках. В 1995 году профсоюзы Франции организовали забастовку против плана премьер-министра Жюппе, который предусматривал пенсионную реформу и отмену ряда социальных льгот. Непосредственным поводом для забастовки стала частичная приватизация Национальной компании железных дорог, из-за которой началась забастовка железнодорожников, а после и забастовки солидарности работников прочих отраслей. После двух месяцев забастовки, Жюппе отозвал реформу.
В 2006 году профсоюзы поддержали молодёжные протесты против закона о первом контракте.
Также, профсоюзные организации последовательно выступают против неолиберальных реформ в пенсионной сфере. В частности, французские конфедерации профсоюзов организовывали стачки и протестные акции против различных пенсионных реформ в 2010 и 2023 году.
Помимо протестов против реформ пенсионной системы, профсоюзы Франции сотрудничают и с прочими социальными движениями, такими как движение жёлтых жилетов.

## Организации
В трудовом кодексе Франции закреплена система профессиональных выборов. На выборах тайным голосованием работники избирают своих представителей от профсоюзов. Результаты профессиональных выборов являются измерителем представительства профсоюзов.
По результатам выборов, министр труда Франции утверждает перечень профсоюзов, признанных представительными на национальном и межпрофессиональном уровне. В 2021 году такими профсоюзами были признаны:
- Французская демократическая конфедерация труда
- Всеобщая конфедерация труда
- Всеобщая конфедерация труда — Рабочая сила
- Французская конфедерация менеджмента — Всеобщая конфедерация руководителей[фр.]
- Французская конфедерация христианских трудящихся

## Численность
Во Франции отмечается низкий уровень юнионизации с тенденцией снижения численности членов профсоюзов. Если в 1950 году в профсоюзах состояло около 30% работающего населения, то в 1980 году это число сократилось до 18%. В 1990 году в профсоюзах состояло 10% работающих, к 2010 году это число снизилось до 8%.